# 철사

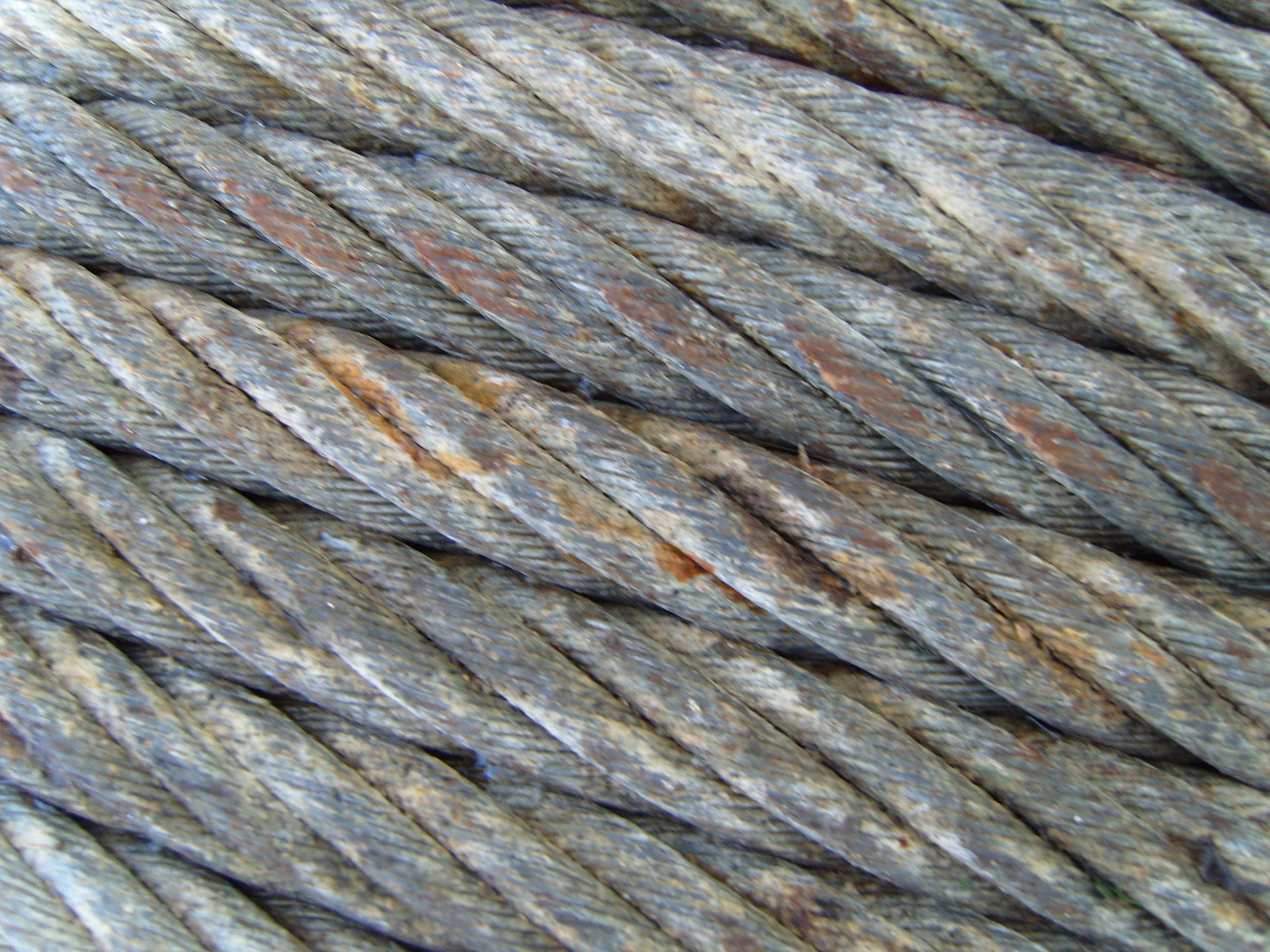
여러가닥의 철선을 꼬아만든 와이어로프

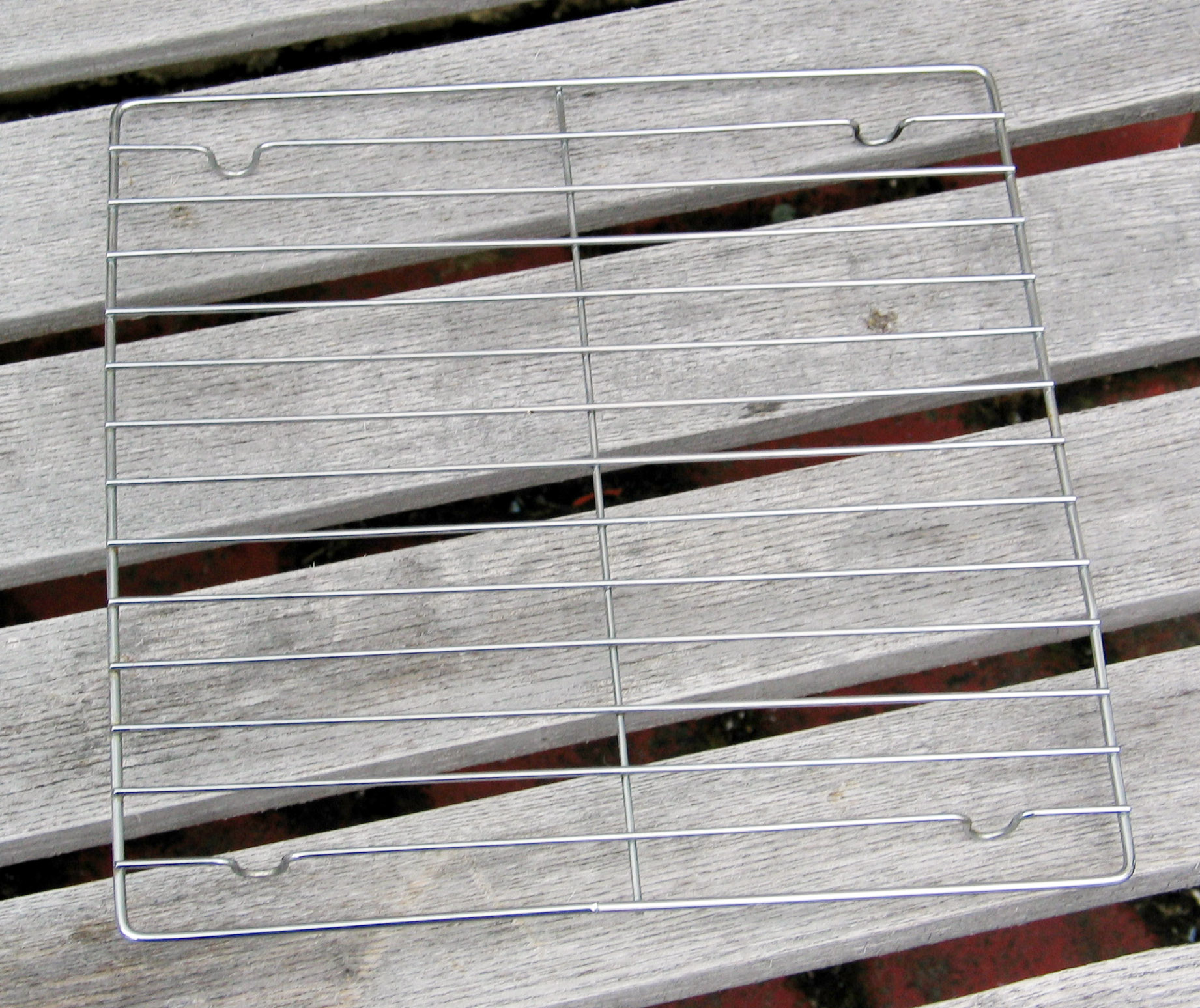
철사로 만든 받침대

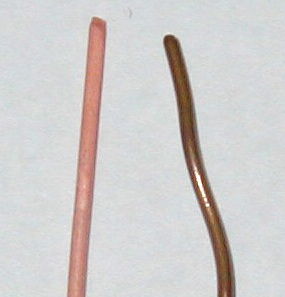
전선의 재료로 쓰는 동선

철사(鐵絲), 철선(鐵線), 소선(素線)은 쇠를 줄로 길게 만든 공업 재료로, 보통 동그란 단면을 갖고 있다. 기계적 강도를 이용하여 철조망이나 울타리를 만들거나, 전자를 이동시키는 성질을 이용하여 전선이나 전화선, 연선 등으로 쓴다.
보통 영어로는 와이어(wire)라고 하며, 재료에 따라 구리로 만든 것은 동선(銅線), 강철로 만든 것은 강선(鋼線) 등으로 각각 다르게 부른다.

## 쓰임새
- 철선을 절연재로 감싼 케이블
- 강철로 만든 피아노 선
- 강철선을 감아서 만든 용수철
- 코팅한 동선을 감은 코일
- 여러가닥을 꼬운 케이블로 만든 현수교, 사장교

## 같이 보기
- 와이어로프
- 광섬유
- 탄소 섬유
- 철사 공예